# Gerichtskosten
Gerichtskosten erheben die meisten Staaten für die Tätigkeit ihrer Gerichte in den meisten Gerichtsverfahren.

## Deutschland
Die Gerichtskosten setzen sich zusammen aus den gerichtlichen Gebühren und den gerichtlichen Auslagen. Die Gerichtskosten werden auf der Grundlage des Gerichtskostengesetzes (GKG), des Gesetzes über Gerichtskosten in Familiensachen (FamGKG), des Gerichts- und Notarkostengesetzes (GNotKG) und diverser Nebengesetze von den Landesjustizkassen erhoben.
Gebühren werden für die Tätigkeit des Gerichts als solche erhoben. Sie fallen meist für bestimmte Verfahrensabschnitte an. Die Höhe der Gebühr ist nicht davon abhängig, welche Aufwendungen dem Staat aus dem Verfahren tatsächlich erwachsen. Meist richtet sich die Höhe der Gebühren nach dem Streitwert.
Im Unterschied dazu richten sich die gerichtlichen Auslagen nach den Aufwendungen, die dem Gericht im Einzelfall entstehen. Dazu gehören beispielsweise die Dokumentenpauschale (früher Schreibauslagen), die Kosten für die Entschädigung von Zeugen und Sachverständigen nach dem JVEG, Beförderungskosten sowie bestimmte Post- und Telekommunikationskosten.
In der Praxis bedeutsam sind hauptsächlich die Sachverständigenauslagen. Sie richten sich nach einem im JVEG festgelegten Stundensatz und sind – vor allem bei kleinen Streitwerten – oft höher als die Gerichtsgebühren. Zeugen und Schöffen werden grundsätzlich nach ihrem Verdienstausfall entschädigt; ferner werden ihre Anreisekosten erstattet.
In vielen Verfahrensarten wird das Tätigwerden des Gerichts von der Leistung eines Vorschusses abhängig gemacht. Um direkt mit der Antragsschrift selbst die Einzahlung von Gerichtskosten zu belegen, kann man Gerichtskostenmarken oder Gerichtskostenstempler verwenden.
Gerichtskosten bilden zusammen mit den Anwaltskosten der Parteien (den sogenannten außergerichtlichen Kosten) die Prozesskosten. Wer die Prozesskosten zu tragen hat, entscheidet das Gericht bei Verfahrensende; diese Entscheidung nennt man Kostengrundentscheidung oder ungenau auch Kostenentscheidung.
In den meisten Fällen werden für gewisse Verfahrensschritte eine gewisse Anzahl streitwertabhängiger Gerichtsgebühren berechnet. Diese ergeben sich aus § 34 GKG und der dazu passenden Anlage 2 des Gesetzes. Bei einem Streitwert bis 500 EUR beträgt die Gebühr in zivilrechtlichen Verfahren 38 EUR, bei 10.000 EUR beträgt sie 266 EUR und bei einem Streitwert von 500.000 EUR beträgt sie 3.901 EUR. Darüber hinaus fallen für jede weitere angefangene 50.000 EUR Streitwert zusätzlich 180 EUR an Gebühren an.